# Tuileau

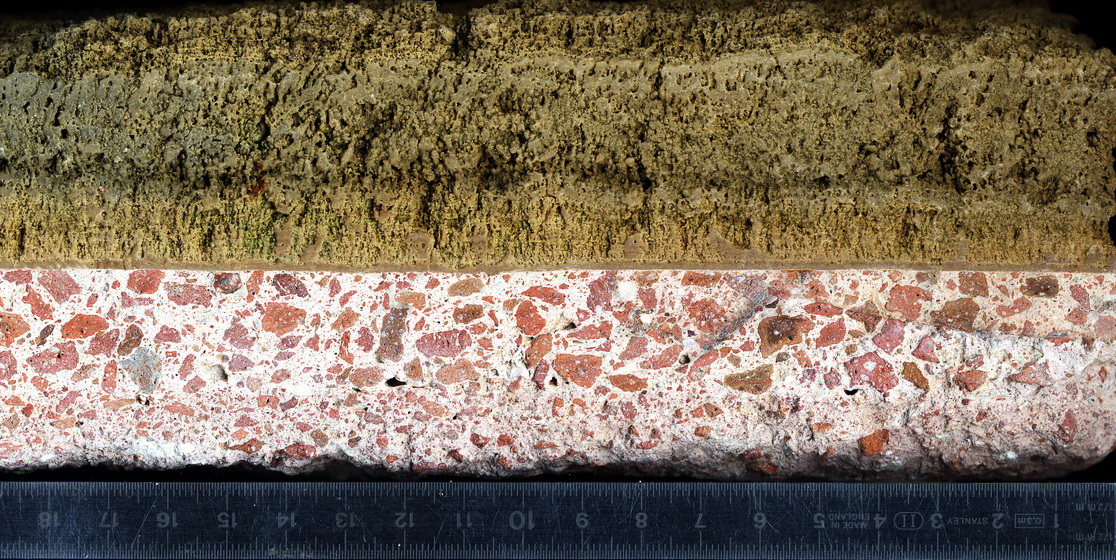
Section de mortier de tuileau (rouge) surmontée de tuf grossier - (Aqueduc de Mons à Fréjus)

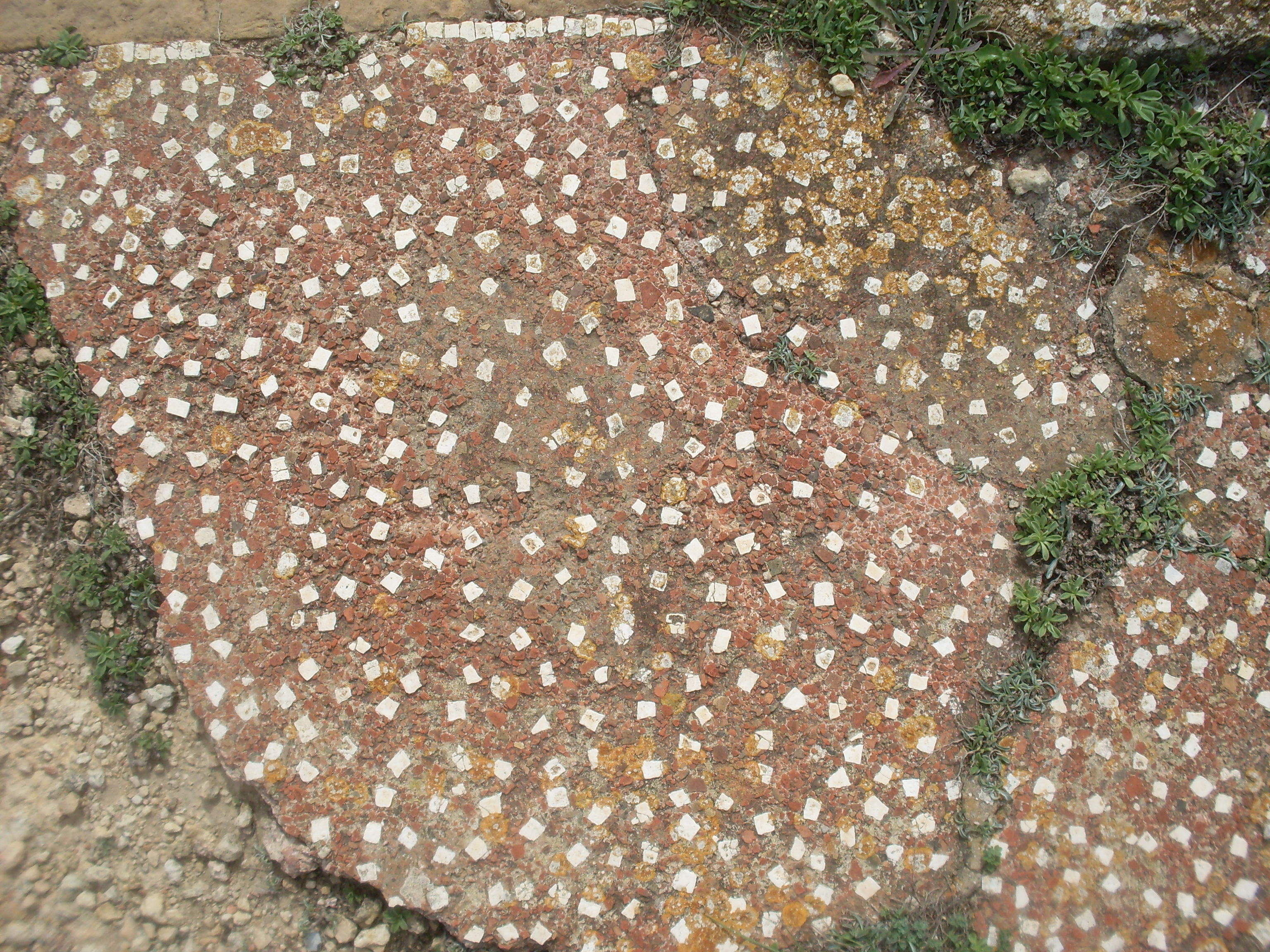
Kerkouane, opus signinum avec inclusions de marbre

Le tuileau (en latin testae) — chimiquement de la métakaolinite — est formé de tuiles ou de briques en terre cuite broyées finement. Il entre dans la composition du mortier antique romain dit mortier au tuileau, en italien cocciopesto. Il forme donc une solution de réemploi pour ces matériaux. Il réalise avec la chaux une réaction pouzzolanique qui se produit généralement lorsque de la chaux est mise en présence de silice et d'alumine. Tous deux sont présents aussi dans les terres cuites pilées. 
La technique a été de manière inappropriée nommée Opus signinum sur base d'une mauvaise interprétation de Vitruve et est entré dans le vocabulaire courant des archéologues pour décrire des structures constituées de mortiers roses, à base de tuileaux qui se rencontrent souvent dans les structures exposées à l’humidité ou recouvertes par l’eau comme les citernes.
Les mortiers de tuileau sont employés pour étancher les aqueducs, comme à Nîmes.
Le « cocciopesto » était déjà préconisé par Caton pour les pressoirs, dans la mise en place d’une chape à base de « tessons secs » (« testa arida ») au-dessus d’une couche de craie. Si l’on a pu considérer qu’il s’agissait là d’un traitement de sol imposé par des conditions d’utilisation particulières, on sait aujourd’hui cependant, grâce aux fouilles de « Fregellae », que le développement de l’« opus signinum » dans l’habitat du Latium dès le début du IIe siècle av. J.-C., et peut-être même la fin du IIIe siècle av. J.-C., est une réalité parfaitement attestée : les quartiers résidentiels de cette colonie latine fondée par Rome en 328 av. J.-C., présentent dans leurs phases anciennes un nombre impressionnant de sols de ce type, qui progressivement s’animent de décors géométriques à l’aide de tesselles blanches de calcaire.
Le tuileau peut avoir deux fonctions bien distinctes. Par leur nature poreuse, les petits fragments de terre cuite rendent les mortiers plus perméables à l'air et permettent ainsi une meilleure carbonatation de la chaux. D'autre part, certaines argiles cuites peuvent avoir une activité pouzzolanique. Cependant, celle-ci est souvent très faible ou nulle, car elle dépend de la nature de l'argile et de la température de cuisson. Les meilleurs résultats sont obtenus généralement par des températures en dessous de la température de cuisson des tuiles et des briques. Par conséquent, l'adjonction de tuileau n'améliore pas forcément la qualité d'un mortier.
Un étude sur les mortiers hydrauliques antiques conclut que:

« dans les pouzzolanes, c'est le « verre » volcanique, phase vitreuse soluble, qui est réactif. Dans les terres cuites, la cuisson des argiles entraîne la formation d'un verre réactif, au même titre que celui des pouzzolanes; cette équivalence autorise l'appellation de pouzzolane artificielle pour le tuileau mais [...] avec une prudence de rigueur au regard des réponses différentes des terres cuites selon la composition des argiles d'origine et la température de cuisson. »